# 陶塞峰
陶塞峰（意為「陶塞（群）的山」）是臺灣宜蘭縣南澳鄉金洋村與花蓮縣秀林鄉和平村交界的一座岩峰，位處太魯閣國家公園北方界線上，屬中央山脈北段，峰頂海拔3519公尺，無基石。陶塞峰座落於南湖東峰與南湖大山東南峰、馬比杉山的稜線之間，同時也在南湖群峰登山步道與北一段的路線上。峰體呈柱狀矗立，名列十巖之4。